# G点
G點（英語：G-spot），有時稱為格雷芬貝格点（英語：Gräfenberg spot，取自德國婦產科醫生恩斯特·格雷芬贝格），是女性陰道中一处被認定为性感帶的區域。受到刺激時，可能會引起強烈的性興奮和性高潮，以至潮吹。它的位置一般定義為在陰道口和尿道之間的陰道前壁上方，距阴道口約5至8公分，該性感帶亦有可能是「女性前列腺」的一部分。
目前為止，没有確切證據證明G點的存在，亦没證據證明它是潮吹的來源。雖然自1940年代起已有關於G點的研究，但分歧至今仍然存在。在它是否存在、它的結構、定義和位置這一些爭議點上，研究人員仍未達成共識。G點可能是陰蒂的延伸，刺激它會使人出現陰道高潮的原因也可能在於此。性學家和其他研究人員擔心，如果女性不能體驗到刺激G點所带来的性快感，她們可能會認為自己性功能失調，他們還強調這並不屬於異常。

## 命名和辭源
用語「G点」由阿迭戈（Addiego）等人於1981年所創，當中的「G」取自德國婦產科醫生格雷芬貝格（Gräfenberg）的首個字母。

## 发现过程
在中世紀時代，西方主流醫學認為釋放體液是一種有利於健康的身體反應。在此一想法之下，當時的醫師會利用各種方法來達至「釋放體液」的目的，當中包括釋放陰道潤滑液和/或女性射液的液体，並藉此治疗「窒息的子宮」、女性歇斯底里，以及低色素性貧血。令體液釋放的方法包括要求助產士不断摩擦陰道壁，或將陰莖/陰莖狀物體插入陰道:203。
17世紀的荷蘭医生雷尼尔·德赫拉夫提到了陰道內的一處性感带，他認为此性感带跟男性前列腺屬同源。該性感带其後由德國婦科醫生恩斯特·格雷芬贝格再度發現。在1981年阿迭戈（Addiego）等人首次使用「G點」稱呼該性感帶。後來在1982年，愛麗絲·卡恩·拉達斯（Alice Kahn Ladas）和貝弗利·惠普爾等人再度引用「G点」此用語。然而，格雷芬貝格於1940年代進行的研究則只着眼於尿道，他曾指出：「性感带總是可以在貼着尿道的陰道前壁中找到」。直至1982年拉達斯（Ladas）、惠普爾（Whipple）和佩里（Perry）共同编寫的《G點以及人類性學其它新發現》（ The G Spot and Other Recent Discoveries About Human Sexuality）出版至市面，G點的概念才正式進入大眾文化。
一項在1983年進行的研究測試了11名女性，利用順時針觸摸其整個陰道，當中4名女性對刺激前陰道壁起了特殊的反应，其後該研究作出結論：該區域就是G點。

## 位置
G點的位置通常在距阴道口約50至80毫米的位置，且在阴道壁上方。

### G點的存在及位置测定
G點的位置可根據受測者在接受刺激時的主觀興奮程度，或根據刺激G點可引发女性射液此一假設進行測定。
意大利拉奎拉大学的研究人員在利用超聲波協助進行的研究中發現，在統計學上，能達至陰道高潮的女性較多擁有較厚的陰道前壁。研究人員認為這項發現令人們可在將來快速測試一位女性有沒有G點。超聲波技術亦用於監測進行性活動時G點區域的變化，其有助於測定G點的位置。

## G点高潮
部份女性在刺激G點的过程中能達至比刺激陰蒂更为強烈的性高潮。刺激G點一般需要較为直接的接觸，例如以兩隻手指深深地壓向該位置。人們較難通過插入式性行為來刺激該區域，尤其是以正常體位來進行的陰道性交，因為只有特定的插入角度才能刺激該位置。刺激G點的最佳方法是同時運用指交和阴道插入这兩种方式進行性愛。
1981年的一個案例研究報告指出，刺激陰道前壁會使G點擴大50％，且在刺激G點時，受試者聲稱她感受到「更深刻的」性刺激/性高潮。

## 与其他器官的关系
不同的研究聲稱G點實質是其他器官的一部份，也有研究稱G點是獨立存在的。

### G點與陰蒂同源說
女性們通常需直接刺激陰蒂來達至高潮。
一些研究表明，G點高潮和陰蒂高潮屬同源。麥斯特與強生是首兩位確定陰蒂包圍及延伸至陰唇內的研究者。他們在研究女性接受不同的性刺激對性反應週期有何影響時發現，陰蒂高潮和陰道高潮的身體反應階段大致相同，並發現大多數受試者只能通過刺激陰蒂達至高潮，而只有少部份女性才可以做到陰道高潮。基於此，麥斯特與強生認為刺激陰蒂才是兩種高潮的來源。
一項調查陰蒂的大小的研究在2005年發表，当中認為陰蒂組織延伸至陰道前壁。澳大利亞泌尿科醫師兼該研究的負責研究者海倫·奧康奈爾（Helen O'Connell）稱，這種联系就是一直處於假設狀態的G點和陰道高潮的生理解釋：因插入陰道期間對「內陰蒂」部分的刺激而導致。他利用核磁共振成像（MRI）進行研究時，發現陰蒂腳/根部與陰蒂球的勃起組織、陰蒂海綿體、尿道以及陰道之間的直接關係。他指出：「事實上，陰道壁就是陰蒂。如果揭去阴道壁两边的皮肤，你就会看到阴蒂的球茎体：三角形，月块状的勃起组织。」奧康奈爾等人對女性屍體的生殖器進行了解剖，並使用攝影器材去協助绘制陰蒂的神經結構，他們察覺到陰蒂不僅僅只有它的陰蒂頭，它只是整個陰蒂的一小部分。並在1998年宣稱，與陰蒂相關的勃起組織比起在解剖學教科書中所描述的還要多。他們更得出結論，部份女性擁有分佈範圍較为廣泛的陰蒂組織和神經；他們較常在年輕屍體中觀察到這種情況，因此，雖然大多數女性只能通過直接刺激「外陰蒂」來達至性高潮，但是對一部分人而言，可能能以性交刺激分佈範圍較廣的陰蒂組織。
法國研究人員歐迪勒·布松（Odile Buisson）及皮埃爾·佛爾德（Pierre Foldès）也有相似的發現。在2008年及2009年，他們發表了兩份研究報告，當中內容以陰蒂在受刺激的情況下所進行的完整三维超声檢查為主軸，並展示了陰蒂的勃起組織如何充血及包围住阴道。他們在研究過後，認為女性可通過刺激G點實現陰道高潮的原因是：在對女性進行性刺激和/或進行陰道插入時，高度受神经支配的陰蒂組織會變得與陰道前壁相近。他們聲稱，由於阴蒂的不可见部分与阴道前壁是紧密相连的，所以几乎不可能只刺激阴道而不刺激阴蒂。他們在2009年發表的研究寫道：「在會陰收縮或插入手指时，若把人體以冠狀面的方式來看，便會發現陰蒂根部和前陰道壁之間的紧密關係。」並认为：「阴道前壁的特殊敏感性，可以透過插入陰道和及後的會陰收縮之中，陰蒂根部所受的壓力及其移動來解釋。」
遺傳流行病學教授蒂姆·斯佩克特（Tim Spector）亦於2009年完成一項研究，當中他推測G點區域擁有較厚的組織，並指出該組織可能只是陰蒂的一部分，而不是獨自存在的性感帶。

### 女性前列腺
在1672年，雷尼尔·德·格拉觀察到女性「以合意的方式進行性交时」，分泌物会從陰道中的性感帶涌出以潤滑陰道。在1990年的一項研究中，研究人员向美國和加拿大的2,350名職業女性分發匿名問卷，問卷回收率為55％。當中40％的受訪者表示在高潮時有女性射液現象。在報稱擁有G点的女性当中，82％亦指出她們在達至高潮的同時會射液。另外有幾種因素亦被認為與女性射液相關。
現代科學的假設認為G點與女性射液有關，這亦使得研究者中出現了「女性射液可能源於斯基恩氏腺」的观点。在一些運用了前列腺特異性抗原（PSA）和前列腺特異性酸性磷酸酶（PAP）來協助進行的研究中，斯基恩氏腺所呈現出來的反應類似於男性前列腺。這些都使得把斯基恩氏腺稱作女性前列腺成為趨勢。此外，5型磷酸二酯酶（跟勃起功能障礙相關的一種酶）亦與G點格外相關。由於上述種種因素，故此有部分意見認為G點是位於前陰道壁的腺體和导管系統。类似的方法亦用以將G點與尿道海綿體劃上關係。
解剖术语联合委员会認定「女性前列腺」能準確代表斯基恩氏腺，據信其能在G點附近發現，或是其一部分。在生物學上，男性前列腺跟斯基恩氏腺屬同源。在非正式的用法中，會將男性前列腺稱為「男性的G點」，因為它亦可視作性感帶。

### G點獨立存在說
罗格斯大学在2011年發表了一項研究，測量了當女性生殖器受到刺激時大腦感覺區出现的變化。該研究给予了G點獨立存在的支持證據。該研究要求一些女性在功能性磁共振成像機中對自己進行性刺激：研究小組因此發現在獨立刺激陰蒂、子宮頸以及陰道（G點區域）時，感覺皮質的活化區域會各有不同。這意味著在分别刺激以上三個區域時，大腦所流露出來的感受會有所不同。研究的負責人巴里·柯米沙魯克（Barry Komisaruk）表示：「我認為大部分證據都在顯示G點不是一樣獨立存在的事物......這不像說『甲狀腺是什麼？』。G點更像是紐約市這樣的地區，一樣是由許多组织结合而成。」

## 對G点理論的质疑
在婦科醫生、性學家和其他研究者當中，都存在著質疑G點存在與否的聲音。

### 雙胞胎研究
2009年末，伦敦国王学院的学者發表一項進行了15年的研究，結果顯示G點的存在與否是主觀的，且不具有客觀的證明。該研究邀請了一群同卵及異卵的雙胞胎作為研究對象，兩者的分别在於同卵雙胞胎的基因組合基本上完全一樣，異卵雙胞胎的基因組合則只有50%相同。研究人員指出，如果同卵雙胞胎中其中一個擁有G点，那麽按道理而言，另一位也因該會擁有G点，但在他們的研究中此一模式根本沒有顯現出來。惠普爾則對是項研究進行了駁斥，她認為雙胞胎的性伴侶及其性技巧各有不同，這會影響研究結果。

### 神經末梢密度
一些人認為G点理論支持者過份信賴軼事證據以及一些不可靠的調查方法。如批評者認為精確定位G點的研究的樣本過少。雖然在陰道的下三分之一處（即接近入口的位置）存在大量神經末梢是一項十分普遍的現象，但一些針對陰道壁神經的科學研究顯示，陰道壁中沒有一個區域擁有較密集的神經末梢。
個別研究者認為斯基恩氏腺和G點之間沒太大的關係。然而包含敏感的神經末梢和勃起組織的尿道海綿體，亦遭假定為G点。敏感度不僅由神經元密度決定，其亦会受制於其他因素，包括神經元末端的分支模式、神经分布的模式。反對者認為因陰道中只有極少量的觸覺神經末梢，故此G点並不存在，但相反，支持者則認為陰道高潮主要是依賴壓敏神經（pressure-sensitive nerves）。

### 解剖學及胚胎學的质疑
陰蒂與G点有解剖學上的聯繫此一論點已受到文森佐·普波（Vincenzo Puppo）這一位醫師的挑戰，他雖認同陰蒂是女性性快感的主要來源，但卻對海倫·奧康奈爾等研究者就陰蒂的解剖學描述，以及所使用的用語感到不满。他指出「從胚胎學和解剖學的角度來看，『陰蒂球』（clitoral bulbs）都屬於不正確的術語。事實上，陰蒂球不是從陰莖演變出來，更不是屬於陰蒂的一部分。」他認為陰蒂球「不是人體解剖學上的術語。」前庭球（vestibular bulbs）才是正確的稱呼。他还補充道，婦科醫生和性專家應該向公眾通報事實，而不是只陳述假設或個人意見。他亦同時指出「不論性學家、女性，抑或是大眾媒體，都不應該使用『陰蒂/陰道/子宮高潮、G/A/C/U点高潮，以及女性射液』这些用語。」他進一步評論說：「尿道陰道中隔（urethrovaginal septum，厚度為10-12毫米）把陰道前壁和尿道後壁隔開了一段距離，以及內陰蒂根本不存在......位於陰道前壁正面的女性会阴尿道（female perineal urethra）的長度為約1厘米，所谓的G点則位於尿道的骨盆壁中，距陰道口約2–3厘米......在陰道性交時，陰莖不能接觸到眾神經/靜脈的匯集點，以及陰蒂（由喬治·路德維希·科贝尔特详述）或陰蒂根部（其不具有感覺受體或敏感性）。」並指出科贝尔特忽略了恩斯特·格溫芬伯格（Ernst Gräfenberg）就G點高潮所下的定義：「在解剖學上，弗洛伊德在1905年發表的陰道高潮並沒有任何科學依據。」總括而言，普波認為陰道和陰蒂之間沒有解剖學上的關係。
研究者阿米海·基利切夫斯基（Amichai Kilchevsky）稱：「G點真的只是陰蒂組織的延伸，就像男性陰莖的根部一樣。」這是因為在沒有受雄性激素影響下，胎兒發育的「預設」發育方向為向雌性發展，因此在本質上，陰莖不過是因這種激素而變大的陰蒂而已。他認為，在演化長河的歷程中，没有任何特殊的理由會把雌性產生高潮的身體構造分為兩部分。
按照進化論假說，大部份人難以實現陰道高潮的原因可能是「以減少陰道神經末梢的數量此一策略，去減輕分娩時的痛楚」，但此一論点卻與「利用陰道高潮，鼓勵性交，以促進繁殖。」矛盾，因而備受挑戰。奧康奈爾提醒人們：「最好把陰蒂、尿道和陰道看成一個整體，因為它們是密切相關的。」性愛顧問伊恩·克納則指出G點可能「不過是跟尿道海綿體交叉成十字狀的陰蒂根部而已」。

### 其他
在2009年，《性医学杂志》就G點問題舉辦了一場辯論，最終結論就是「需要更進一步的證據來驗證G點的存在」。後來在2012年，基利切夫斯基（Kilchevsky）、瓦爾迪（Vardi）、洛温斯坦（Lowenstein）以及古倫華德（Gruenwald）這幾位學者在該雜誌中指出：「在公眾媒體中有關G点的報導能使人相信其能提供極大的性刺激，但這會使人遠離真相。」他們引用了幾十項試圖證明G点存在的研究，当中所使用的研究方法包括口頭/書面調查、病理標本、各種影像学检查，以及生化標記物。他們因此得出結論：
調查發現，大多數女性認為G點實際上是存在的，但認為其存在者不一定能找到它。一些試圖找出陰道神經分佈的研究结果顯示，它的分佈並不完全平均，但這項發現的普遍性和可再現性仍没得到證實。此外，運用放射學儀器的研究仍未證明除了陰蒂以外，還有会導致（陰道）高潮的獨特實體。客觀的測量亦不能提供強而有力和一致的證據去證明可能與G點有關的解剖部位的存在。然而，有關前陰道壁末端存在高度敏感區域的調查報告和軼事證明仍使得我們不禁自問——尋找G点位置的研究方法是否已經足夠？
2014年，一份發表於《自然综述：泌尿学》的綜述寫道：「目前尚未發現任何跟G點高度一致的身體構造」。

## 批評及譴責
奧康奈爾認為，只專注於G點，而忽略了女性身體的其餘部分就像「只刺激某人的睾丸，卻不對其陰莖作出任何形式的刺激，期望只要有愛就能達至高潮。」
負責雙胞胎研究的研究者安德烈·布里（Andrea Burri）認為：「描述一件未經證實存在與否的事物是一種不負責任的行為，因為這會對男女雙方都施加不少壓力」。她還補充進行雙胞胎研究的其中一個目的是，消除因擔心自己沒有G点的女性的「机能不全感，以及不足感」。
基利切夫斯基把色情業和「G点推廣者」一同譴責，因他們都在「推動G点獨特性的迷思。」
曾寫过大量與G点爭議有關的文章的英國科學家佩特拉·博因頓（Petra Boynton），亦同樣關注沒有經歷過由G點所引起的性快感的女性的「机能不全感」。她認為：「我們每個人都是獨特的，有些女性的陰道的某幾處區域是非常敏感的，但有些則沒有出現這種現象。且那些區域不一定只是人們所認為的G點。」她同時指出：「如果一個女人把她的光陰都花在擔心自己正常與否，或有沒有G点，那麼她只是過份專注於一個細小的區域，而忽略了一切。这就像告訴人們只有一种『最好的』方式去進行性愛，但這並不是正確的想法。」

## 衍生事物

### G點按摩棒

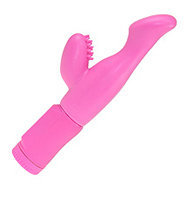
一根G點按摩棒。

一些性玩具亦被用於對G點進行刺激。當中一種常用於此用途的性玩具是經特別設計的G點按摩棒，它的末端呈彎曲狀，試圖把刺激G點變得更為容易。G點按摩棒的製造材料跟常規按摩棒相同，包括硬塑料、橡膠、矽氧樹脂、凝膠，當中亦有些會用到二種或以上的製造材料。G點按摩棒的插入水平根据不同女性的生理結構而定，因為每個人的生理結構並不總是相同。利用陰莖或G點按摩棒刺激G點時，可額外刺激女性身上的性感帶以增強效果，例如陰蒂或外陰。當使用G點按摩棒時，可通過人手刺激陰蒂來達至同樣效果，包括使用陰蒂按摩棒，或經專門設計應用於此目的的按摩棒；人們可利用這些按摩棒同時刺激陰蒂頭、外陰的其餘部分和陰道。

### G點整形術
G點整形術（或稱G點擴大術）是一項整形手術，旨在增加擁有正常性功能之性活躍女性的性愉悦感。手術著眼於增加G點的尺寸和敏感度。當中會嘗試測定接受者的G點位置，供整形醫師作參考之用；在用局部麻醉劑麻醉該區域後，醫師会把人工膠原直接注射至G點的粘膜之下。
在2007年，美国妇产科医师学会發表了一部表明官方立場的文件，當中警告說沒有任何正當的醫學理由去施行G點整形術，学会一般不會接受或認可它；且其安全性及有效性還沒得到證明。當中潛在的風險包括性功能障礙、感染、感官扭曲、性交疼痛、沾黏，以及留下疤痕。学会的立場是，任何對施行該手術的建議都是站不住脚的。它亦未經美国食品药品监督管理局（FDA）或美国医学会批准進行，且目前尚沒有已進行並已接受同行評審的研究為這種治療的安全性或有效性作出保證。